# Castanea; Journal of the Southern Appalachian Botanical Club
Castanea; Journal of the Southern Appalachian Botanical Club (abreviado Castanea) es una revista con ilustraciones y descripciones botánicas que es editada en Morgantown (Virginia Occidental) desde el año 1936.
Es una revista científica trimestral revisada por pares  publicada por la Sociedad Botánica Sur de los Apalaches. Fue establecido en 1936 y cubre la botánica del este de Estados Unidos, en particular, la sistemática, florística, la ecología, la fisiología y la bioquímica. El nombre de la revista Castanea proviene del género de las castañas que estaban frescos en la mente de los fundadores de la sociedad, cuando se creó la revista, el cancro del castaño asoló el castaño americano, Castanea dentata , en la primera parte del siglo XX y cambió drásticamente las comunidades vegetales de los Apalaches.
Según el Journal Citation Reports , la revista tiene un 2012 el factor de impacto de 0,361.